# Woringen

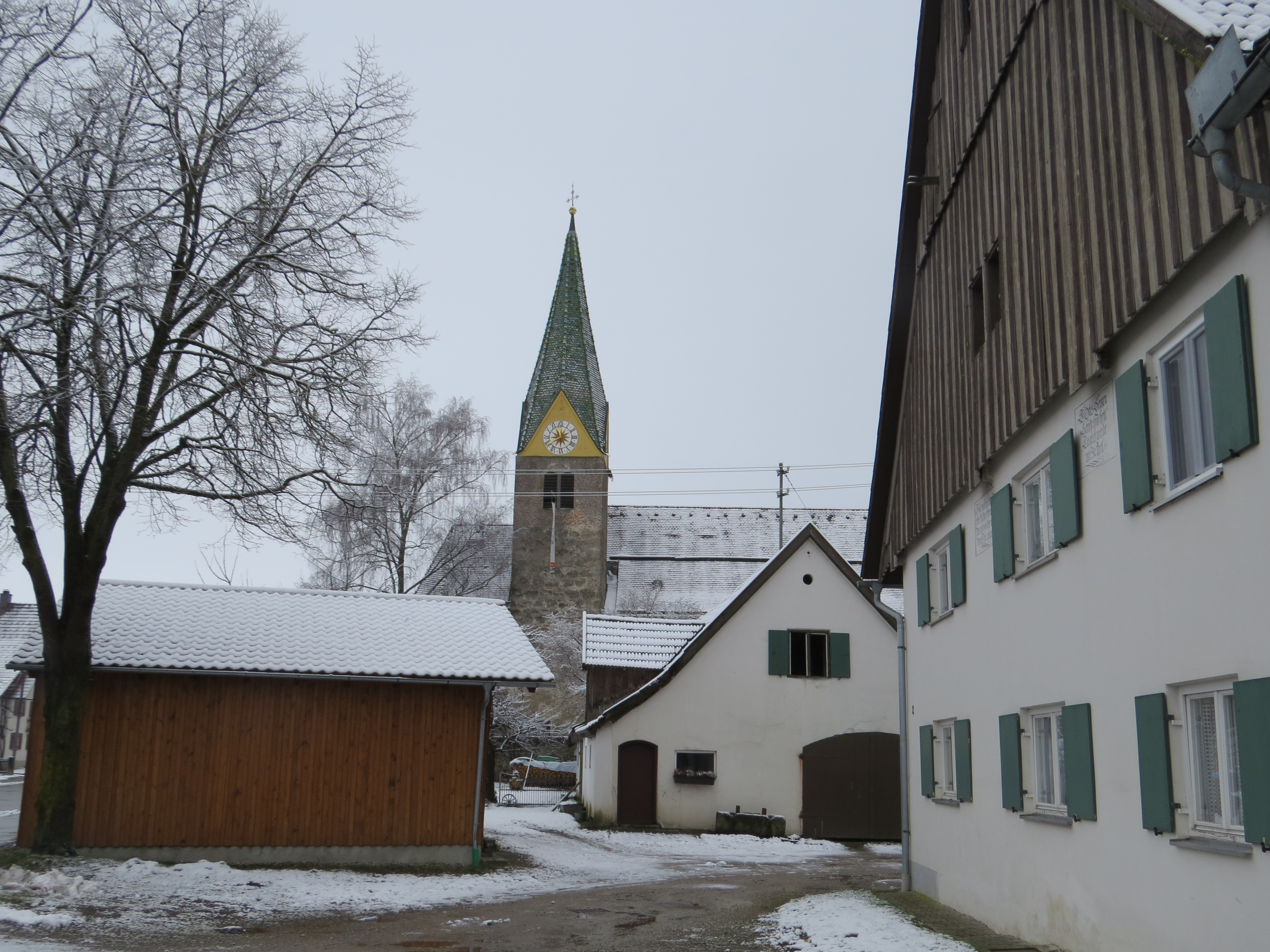
Woringen – Ortsmitte

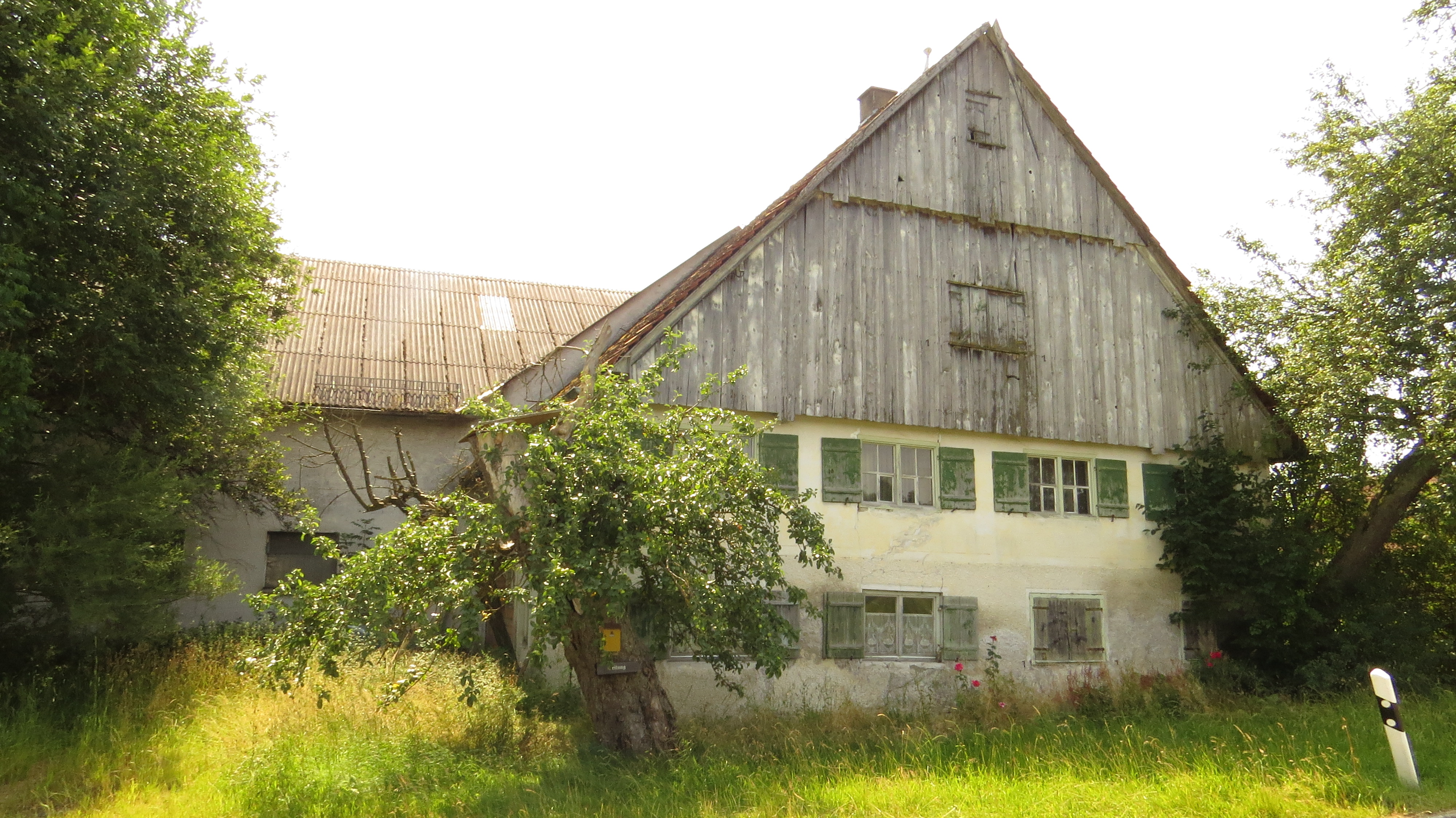
Woringer Wälder – Bauernhof

Woringen ist eine Gemeinde im schwäbischen Landkreis Unterallgäu und ein Mitglied der Verwaltungsgemeinschaft Bad Grönenbach.

## Geographie

### Lage
Woringen liegt in der Region Donau-Iller in Oberschwaben und grenzt an die Stadt Memmingen.

### Gemeindegliederung
Das Gemeindegebiet besteht nur aus der Gemarkung Woringen.
Woringen hat 11 Gemeindeteile (in Klammern ist der Siedlungstyp angegeben):
- Darast (Dorf)
- Eglofs (Weiler)
- Enzers (Weiler)
- Frohnhart (Einöde)
- Molzen (Einöde)
- Obersteinbühl (Einöde)
- Ölmühle (Einöde)
- Rappenloh (Einöde)
- Rohr (Einöde)
- Untersteinbühl (Einöde)
- Woringen (Pfarrdorf)

### Geologie
Durch Woringen fließt von Süden nach Norden der Zeller Bach, der bei Sommersberg entspringt und in Memmingen in die Memminger Ach mündet. Der Zeller Bach wurde im Zuge der Dorferneuerung wieder geöffnet und ist nun auf weiten Teilen wieder innerhalb Woringens zu sehen.

## Geschichte

### Bis zum 19. Jahrhundert
Im Jahre 948 wurde der Ort in einer Urkunde über die Schenkung an das Kloster in Kempten erstmals erwähnt. Die Ravensburger Bürgerfamilie Möttelin, genannt von Rappenstein, erwarb 1417 die Herrschaft in Woringen. Die Burg und das Dorf kamen 1516 an die Freie Reichsstadt Memmingen. Woringen wurde so evangelisch, nur die stiftkemptischen Untertanen im Dorf blieben katholisch. Im Jahre 1547 verkaufte Memmingen das Dorf an die Unterhospitalstiftung. Seit dem Reichsdeputationshauptschluss von 1803 gehört der Ort zu Bayern. 1806 wurde die Woringer Martinskirche abgebrochen; der dazugehörige Woringer Friedhof ist noch erhalten. Mit dem Gemeindeedikt von 1818 entstand die heutige politische Gemeinde. 1863 wurde die Bahnlinie Memmingen–Kempten mit dem Bahnhof Woringen eröffnet, der nicht mehr existiert.

### Einwohnerentwicklung
| Jahr      | 1961 | 1970 | 1987 | 1991 | 1995 | 2000 | 2005 | 2010 | 2015 |
| Einwohner | 1289 | 1306 | 1405 | 1428 | 1538 | 1661 | 1844 | 1889 | 1966 |

Zwischen 1988 und 2018 wuchs die Gemeinde von 1370 auf 2088 um 718 Einwohner bzw. um 52,4 %.

## Politik

### Gemeinderat
| Gemeinderat Woringen: Wähleranteil und Gemeinderäte seit 1978                               | Gemeinderat Woringen: Wähleranteil und Gemeinderäte seit 1978 | Gemeinderat Woringen: Wähleranteil und Gemeinderäte seit 1978 | Gemeinderat Woringen: Wähleranteil und Gemeinderäte seit 1978 | Gemeinderat Woringen: Wähleranteil und Gemeinderäte seit 1978 | Gemeinderat Woringen: Wähleranteil und Gemeinderäte seit 1978 | Gemeinderat Woringen: Wähleranteil und Gemeinderäte seit 1978 | Gemeinderat Woringen: Wähleranteil und Gemeinderäte seit 1978 | Gemeinderat Woringen: Wähleranteil und Gemeinderäte seit 1978 | Gemeinderat Woringen: Wähleranteil und Gemeinderäte seit 1978 | Gemeinderat Woringen: Wähleranteil und Gemeinderäte seit 1978 | Gemeinderat Woringen: Wähleranteil und Gemeinderäte seit 1978 | Gemeinderat Woringen: Wähleranteil und Gemeinderäte seit 1978 | Gemeinderat Woringen: Wähleranteil und Gemeinderäte seit 1978 | Gemeinderat Woringen: Wähleranteil und Gemeinderäte seit 1978 | Gemeinderat Woringen: Wähleranteil und Gemeinderäte seit 1978 | Gemeinderat Woringen: Wähleranteil und Gemeinderäte seit 1978 | Gemeinderat Woringen: Wähleranteil und Gemeinderäte seit 1978 | Gemeinderat Woringen: Wähleranteil und Gemeinderäte seit 1978 |
| ------------------------------------------------------------------------------------------- | ------------------------------------------------------------- | ------------------------------------------------------------- | ------------------------------------------------------------- | ------------------------------------------------------------- | ------------------------------------------------------------- | ------------------------------------------------------------- | ------------------------------------------------------------- | ------------------------------------------------------------- | ------------------------------------------------------------- | ------------------------------------------------------------- | ------------------------------------------------------------- | ------------------------------------------------------------- | ------------------------------------------------------------- | ------------------------------------------------------------- | ------------------------------------------------------------- | ------------------------------------------------------------- | ------------------------------------------------------------- | ------------------------------------------------------------- |
| Partei/Liste                                                                                | Wir für Woringen (WfW)                                        | Wir für Woringen (WfW)                                        | Die Republikaner                                              | Die Republikaner                                              | Freie Wähler                                                  | Freie Wähler                                                  | Gemeinsame Wahlvorschläge CSU/Freie Bürger                    | Gemeinsame Wahlvorschläge CSU/Freie Bürger                    | Gesamt                                                        | Gesamt                                                        | Wahl- beteiligung                                             |                                                               |                                                               |                                                               |                                                               |                                                               |                                                               |                                                               |
| Wahlperiode                                                                                 | %                                                             | Mandate                                                       | %                                                             | Mandate                                                       | %                                                             | Mandate                                                       | %                                                             | Mandate                                                       | %                                                             | Gesamtanzahl der Sitze im Gemeinderat                         | %                                                             |                                                               |                                                               |                                                               |                                                               |                                                               |                                                               |                                                               |
| 1978–1984                                                                                   |                                                               |                                                               |                                                               |                                                               | 100,00                                                        | 12                                                            |                                                               |                                                               | 100                                                           | 12                                                            | 79,5                                                          |                                                               |                                                               |                                                               |                                                               |                                                               |                                                               |                                                               |
| 1984–1990                                                                                   | 58,63                                                         | 7                                                             | 41,37                                                         | 5                                                             | 100                                                           | 12                                                            | 76,0                                                          |                                                               |                                                               |                                                               |                                                               |                                                               |                                                               |                                                               |                                                               |                                                               |                                                               |                                                               |
| 1990–1996                                                                                   | 7,83                                                          | 1                                                             | 63,68                                                         | 8                                                             | 28,48                                                         | 3                                                             | 100                                                           | 12                                                            | 76,0                                                          |                                                               |                                                               |                                                               |                                                               |                                                               |                                                               |                                                               |                                                               |                                                               |
| 1996–2002                                                                                   |                                                               |                                                               | 59,41                                                         | 7                                                             | 40,59                                                         | 5                                                             | 100                                                           | 12                                                            | 77,9                                                          |                                                               |                                                               |                                                               |                                                               |                                                               |                                                               |                                                               |                                                               |                                                               |
| 2002–2008                                                                                   | 52,54                                                         | 6                                                             | 47,46                                                         | 6                                                             | 100                                                           | 12                                                            | 71,6                                                          |                                                               |                                                               |                                                               |                                                               |                                                               |                                                               |                                                               |                                                               |                                                               |                                                               |                                                               |
| 2008–2014                                                                                   | 62,62                                                         | 8                                                             | 37,38                                                         | 4                                                             | 100                                                           | 12                                                            | 75,0                                                          |                                                               |                                                               |                                                               |                                                               |                                                               |                                                               |                                                               |                                                               |                                                               |                                                               |                                                               |
| 2014–2020                                                                                   | 66,4                                                          | 8                                                             | 33,4                                                          | 4                                                             | 100                                                           | 12                                                            | 60,1                                                          |                                                               |                                                               |                                                               |                                                               |                                                               |                                                               |                                                               |                                                               |                                                               |                                                               |                                                               |
| 2020–2026                                                                                   | 98,89                                                         | 14                                                            |                                                               |                                                               |                                                               |                                                               | 100                                                           | 14                                                            | 70,51                                                         |                                                               |                                                               |                                                               |                                                               |                                                               |                                                               |                                                               |                                                               |                                                               |
| Prozentanteile gerundet. Quellen: Bayerisches Landesamt für Statistik und Datenverarbeitung |                                                               |                                                               |                                                               |                                                               |                                                               |                                                               |                                                               |                                                               |                                                               |                                                               |                                                               |                                                               |                                                               |                                                               |                                                               |                                                               |                                                               |                                                               |

### Bürgermeister
Erster Bürgermeister ist seit März 2020 Jochen Lutz (Woringer Liste).

## Baudenkmäler

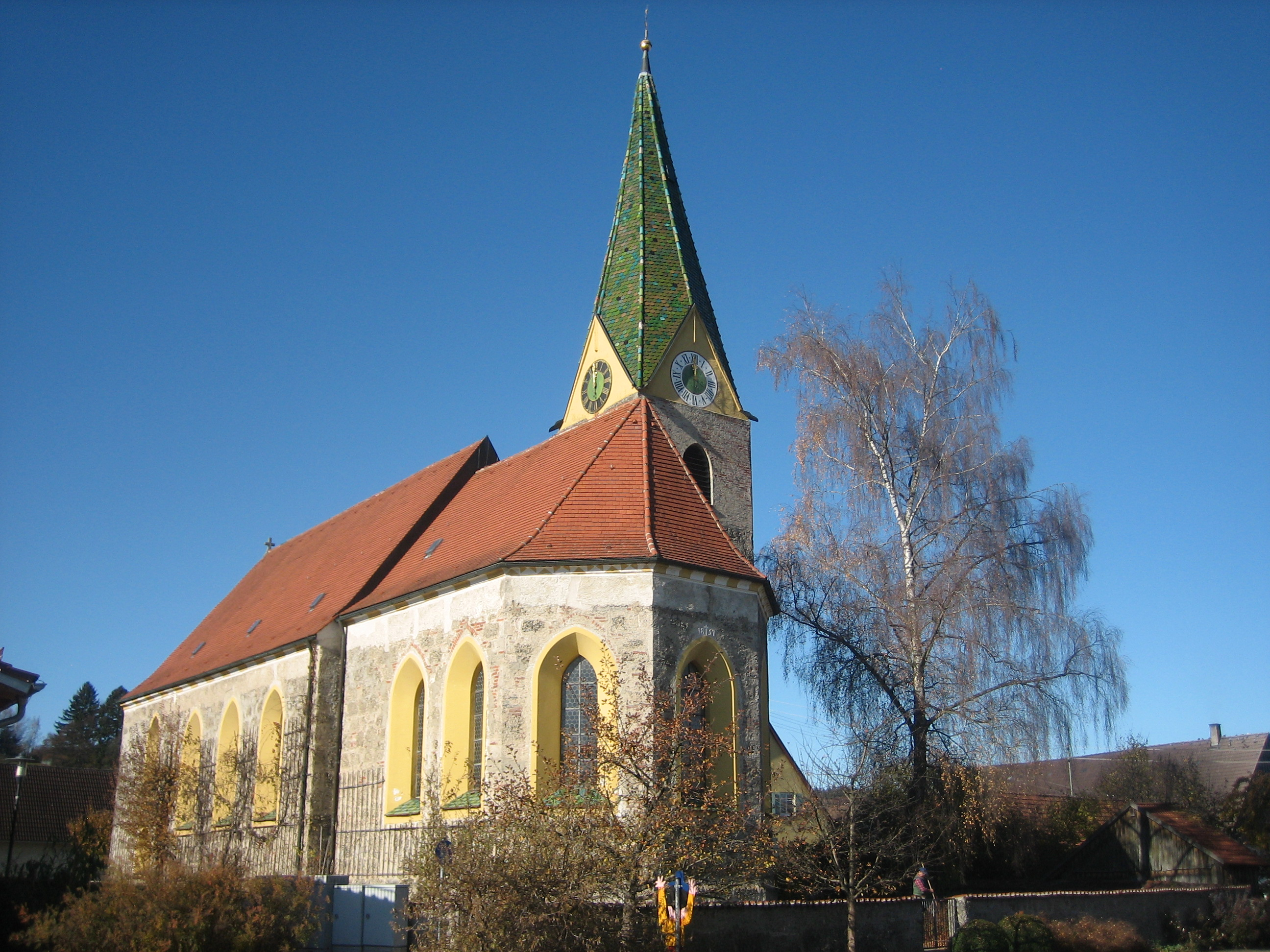
Kirche Unser Frauen in Woringen

### Wappen
| | Blasonierung: „Gespalten von Silber und Rot; vorne auf grünem Dreiberg ein nach links gewendeter schwarzer Rabe, hinten ein silbernes Doppelkreuz.“ |
| Wappenbegründung: Die historische Herrschaft Woringen war im Besitz der Ravensburger Patrizierfamilie Möttelin zu Rappenstein, die den Raben als sprechendes Wappen führte. 1516 erwarb die Reichsstadt Memmingen die grundherrschaftlichen Rechte in Woringen und verkaufte sie 1547 an das Unterhospital in Memmingen weiter, in dessen Besitz sie bis zur Säkularisation 1803 verblieben. Dies kommt heraldisch in der hinteren Schildhälfte durch das Spitalkreuz des Memminger Unterhospitals zum Ausdruck. Der Entwurf und die Gestaltung des Wappens stammt vom Memminger Walter Braun. Das Wappen wurde am 27. Dezember 1974 durch Bescheid der Regierung von Schwaben genehmigt. | |

## Wirtschaft und Infrastruktur
Woringen verfügt an der Autobahnauffahrt über ein Gewerbegebiet. 2018 gab es in der Gemeinde 648 sozialversicherungspflichtig Beschäftigte; von der Wohnbevölkerung standen 973 Personen in einer versicherungspflichtigen Tätigkeit. Damit überwog die Zahl der Auspendler um 325 Personen. Die 28 landwirtschaftlichen Betriebe bewirtschaften 1012 Hektar. 

### Verkehr
Woringen ist durch einen eigenen Autobahnanschluss an die A 7 und die E 532 (Memmingen–Füssen) angeschlossen. Die Kreisstraße MN 19 führt durch die Gemeinde. Der Bahnhof Woringen an der Illertalbahn von Ulm nach Kempten (Allgäu) wurde im 20. Jahrhundert stillgelegt.

### Bildung
Es gibt folgende Einrichtungen:
- Eine Kindertageseinrichtung mit 117 Plätzen, der am 1. März 2019 voll belegt war (darunter zwölf Kinder unter drei Jahren) und
- die Grundschule Woringen mit 125 Schülern und sieben Lehrkräften (Stand: Schuljahr 2020/2021).[9]